# Kuna Pelješka
Kuna Pelješka je naselje smješteno u unutrašnjosti Pelješca u općini Orebić, Dubrovačko-neretvanska županija.

## Stanovništvo
Prema popisu stanovnika iz 2001. godine u Kuni Pelješkoj obitava 258 stanovnika.
| broj stanovnika | 384   | 370   | 400   | 438   | 479   | 469   | 555   | 504   | 337   | 365   | 477   | 388   | 332   | 292   | 258   | 223   | 211   |
|                 | 1857. | 1869. | 1880. | 1890. | 1900. | 1910. | 1921. | 1931. | 1948. | 1953. | 1961. | 1971. | 1981. | 1991. | 2001. | 2011. | 2021. |

## Gospodarstvo
Opstanak kraja vezan je uz vinovu lozu.

## Povijest i kulturne znamenitosti
Zvonik crkve Delorite koja je izgrađena 1681. godine i posjeduje oltarnu sliku Celestina Medovića. U sklopu crkve je i franjevački samostan s galerijom slika i umjetnina fra Ambroza Testena i Celestina Medovića.
Samostan Delorite na Kuni najnoviji je samostan negdanje Provincije sv. Frana u Dubrovniku. Stanovnici Pelješca podigli su 1681.g. posred poluotoka crkvicu u čast Bl. Djev. Marije od Loreta. Obuhvaćala je prostor prezbiterija sadašnje crkve koja je 1705. dovedena u današnji oblik: trobrodna, duga bez svetišta 25m, sa svetištem 30m, široka 12m (građena je po uzoru na dubrovačku katedralu). 
Crkvu je 14. lipnja 1714. posvetio stonski biskup Franjo Volanti. 
Zvonik je neorenesansni, četverokutan, na tri kata. Po želji vjernika i stonskoga biskupa fra Vicka de Lupis - Vukića iz Rima su 6. veljače 1705. dane povlastice pa Delorita s inventarom postaje vlasnost Provincije sv. Franje u Dubrovniku s pravom da uz crkvu može sagraditi samostan. U posjed svetišta biskup fra Vicko 24. lipnja 1707. uvodi provincijala fra Ambroza Markovića iz Rata (Pelješca). 
Samostanska je zajednica ustanovljena 1708. (13. svibnja Definitorij je izabrao gvardijana). Gradnja samostana počela je odmah i trajala je četrdeset godina (sagrađeno je zapadno krilo - prizemlje je započeto u obliku klaustra). 
Unutarnji uređaj crkve je iz vremena otkad su je preuzela Mala braća. Ima pet oltara: glavni i četiri pobočna (sv. Križa, sv. Ivana Krstitelja, sv. Antuna i sv. Franje). Glavni oltar je iz ružičastoga i bijelog mramora, a svi su, izuzev onoga sv. Antuna, od kararskog mramora. Izradio ih je splitski kipar oko 1870.; pobočne, osim onog sv. Antuna izradio je u samostanu rimski klesar Giacomo. Radovi su završeni 1887. Od pobočnih oltara dva su: sv. Ivana Krstitelja i sv. Franje s oltarnim palama, sv. Antuna sa svečevim kipom, sv. Križa s raspelom. Slika oltara sv. Ivana Krstitelja, rad fra Celestina Medovića iz mlađih dana, sv. Franje nepoznata slikara. Na trijumfalnom je luku prezbiterija uljana slika (prikazuje prijenos svete kuće iz Nazareta na Trsat, rad fra Ambroza Testena iz vremena njegova boravka ovdje). 
Godine 1948. na crkvi je izmijenjen krov, uklonjena vlaga sa zidova, provedena elektrifikacija, obojana crkva, očišćeni oltari i oltarne slike, a 1980. temeljito je obnovljen zvonik. Preuređenje dijela stambenog prostora, potpuna izmjena krova i vraćanje groblja u prvobitno stanje, izvedeno je 1989. Redovnici su podučavali uz vjeronauk i druge školske predmete. 
U samostanu je dobio osnovnu i srednjoškolsku pouku fra Celestin (krsnim imenom Mato) Medović ( rođ.1857.g.) i tu je zapažen njegov dar za slikanje.  Samostan je zatvoren (kad je svjetovni svećenik kao kapelan preuzeo dio pastorizacije) od 1938. do 1944. kada je franjevcima predana uprava župe. Župa 8. listopada 1953. postaje redovničkom.
Samostan je registriran kao spomenik kulture. 
FSR: Osnovan je 1962.
Važnija slavlja tijekom godine: 
Delorita 10.V. 
Sv. Antun 13.VI.
Krajem srpnja 1943. u talijanskom bombardiranju srušeno je sedam kuća u Kuni, a u Županjem Selu njih 17, tj. sve osim jedne. Dne 31. srpnja fašistička vojska je spalila još 11 kuća. Tom prilikom ubijeno je dvoje mještana. U studenome iste godine njemački nacistički vojnici u općini Kuna spalili su 82 kuće, među kojima i zgradu Hrvatskog doma u kojoj je bila škola i Hrvatsku čitaonicu. Ubijeno je 69 mještana, među kojima 10 žena.

## Poznate osobe
- Mato Celestin Medović, hrv. slikar
- Zvonimir Roso, hrv. kriminalist i psiholog
- Verka Škurla-Ilijić, hrv. književnica, udana u Kunu, gdje je pokopana
- Vesna Jakić-Cestarić, hrv. dijalektologica i onomastičarka
- Baldo Bibica, hrv. liječnik i političar, pravaš[6]

## Šport
- NK Rat, nogometni klub